# Príncipe Moriyoshi

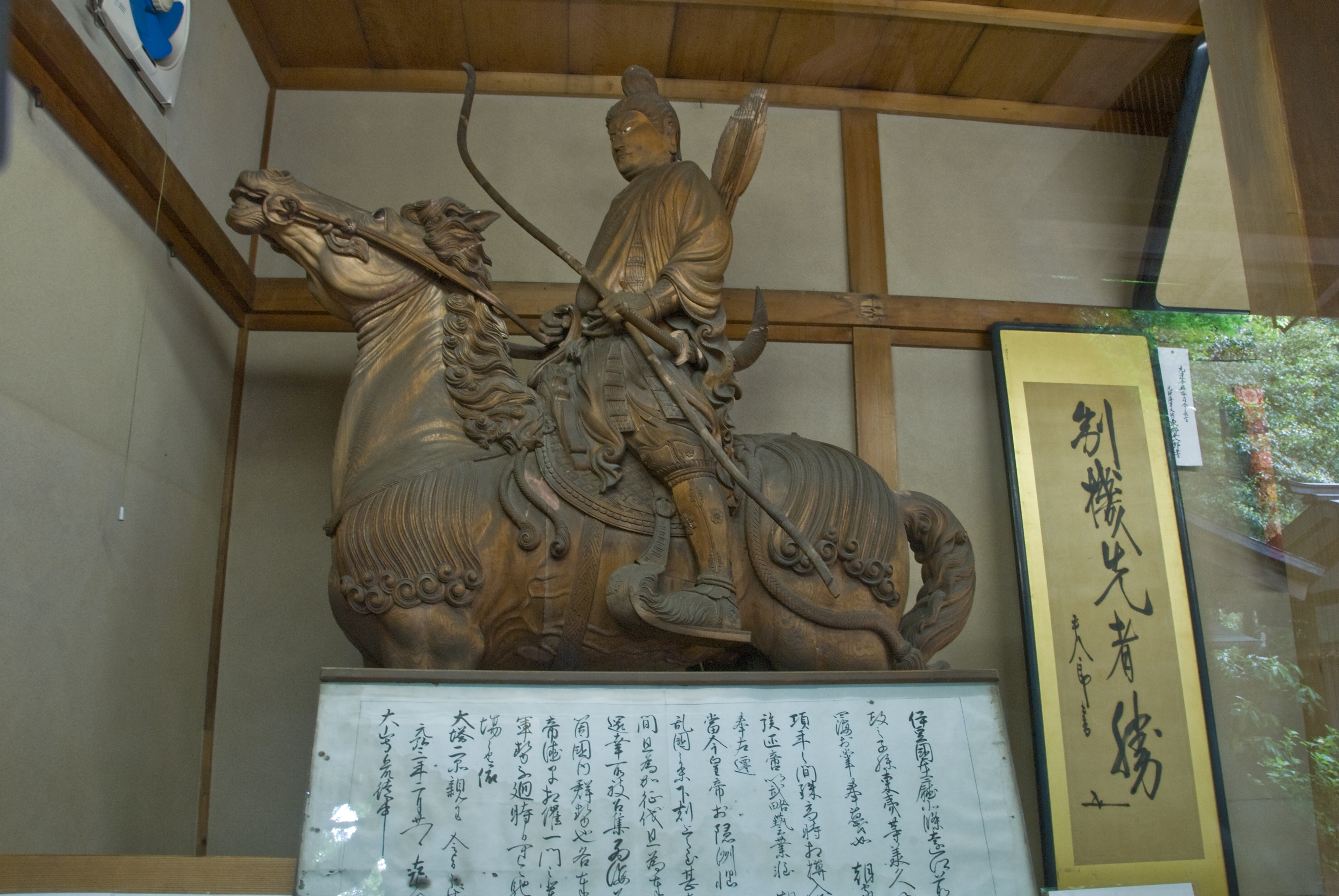
Estatua del Príncipe Moriyoshi en Kamakura-gū.

El Príncipe Morinaga o Príncipe Moriyoshi (護良親王 Moriyoshi no shinnō, Morinaga no shinnō?) (1308-12 de agosto de 1335) fue uno de los dos shōgun que gobernaron durante la Restauración Kenmu.
Fue hijo del emperador Go-Daigo y Minamoto no Chikako. Luchó a favor del Emperador, pero fue capturado por Ashikaga Takauji, quien se alzó en contra del poder imperial. El hermano de Takauji, Ashikaga Tadayoshi lo mantuvo cautivo en una cueva cerca de la actual Kamakura-gu por nueve meses, antes de ser ejecutado.